# Grecs en Arménie
Les Grecs en Arménie ( arménien : Հույները Հայաստանում, grec moderne : Έλληνες στην Αρμενία)  sont des descendants des Grecs pontiques, qui vivaient à l'origine le long des rives de la mer Noire (en actuelle Turquie), dans les hautes terres des Alpes pontiques et dans d'autres régions du nord-est de l'Anatolie. Dans leurs pays d'origine, ces communautés grecques sont appelées respectivement Grecs pontiques et Grecs d'Anatolie orientale. Les marins grecs ioniens se sont installés sur les rives sud de la mer Noire à partir d'environ 800 av. J.-C., puis se sont étendus aux régions côtières de la Roumanie, de la Russie, de la Bulgarie et de l'Ukraine modernes. Les Grecs pontiques ont vécu pendant des milliers d'années presque isolés de la péninsule grecque, conservant des éléments de la langue grecque antique et rendant le grec pontique inintelligible pour la plupart des autres langues helléniques modernes. Ils ont été rejoints dans la région par des vagues ultérieures de Grecs aux périodes hellénistique, romaine et byzantine, allant des commerçants, des érudits, des hommes d'église, des mercenaires ou des réfugiés venus d'ailleurs en Anatolie ou dans le sud des Balkans.

## De nos jours

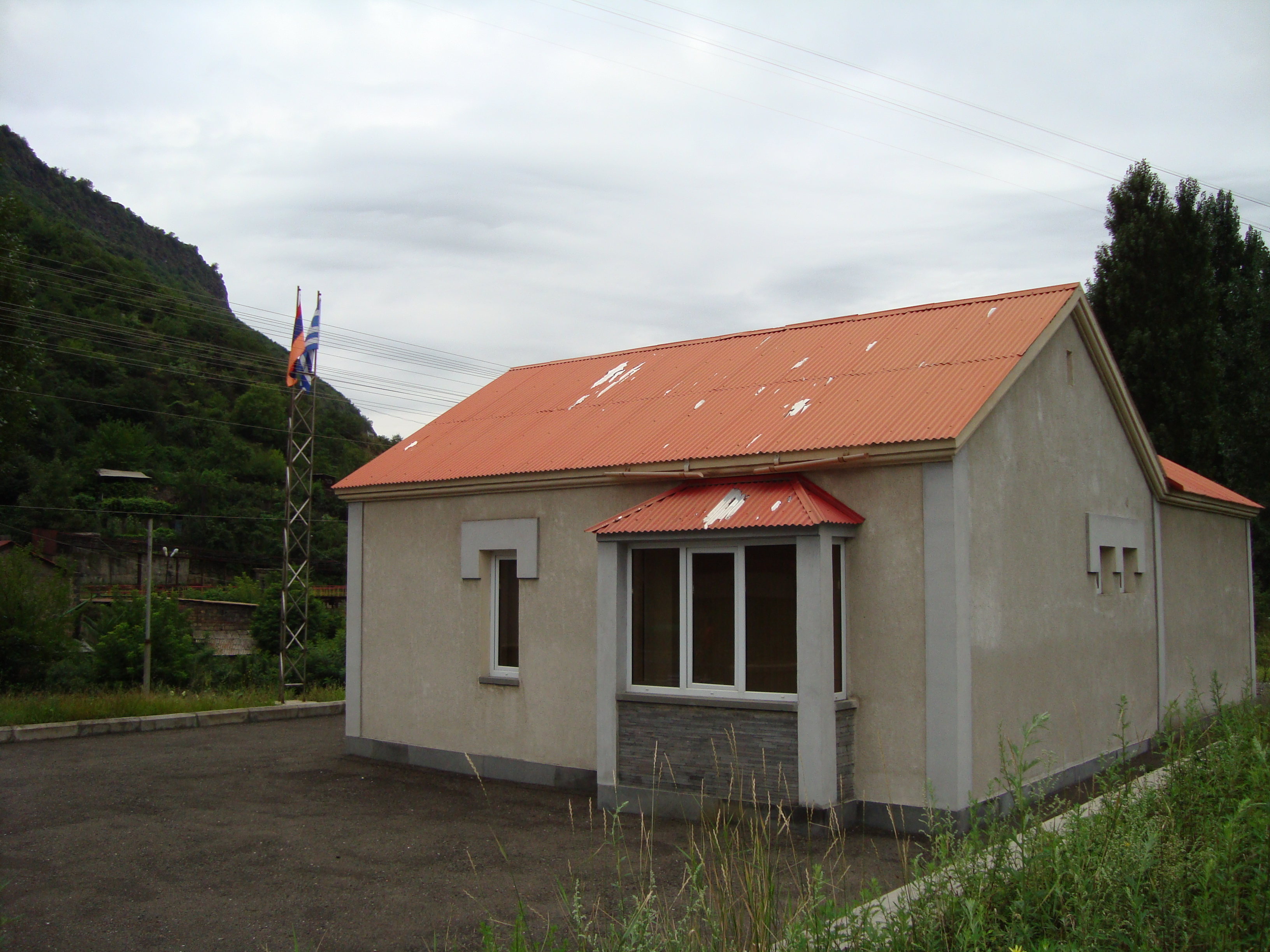
Le centre de la diaspora grecque à Alaverdi

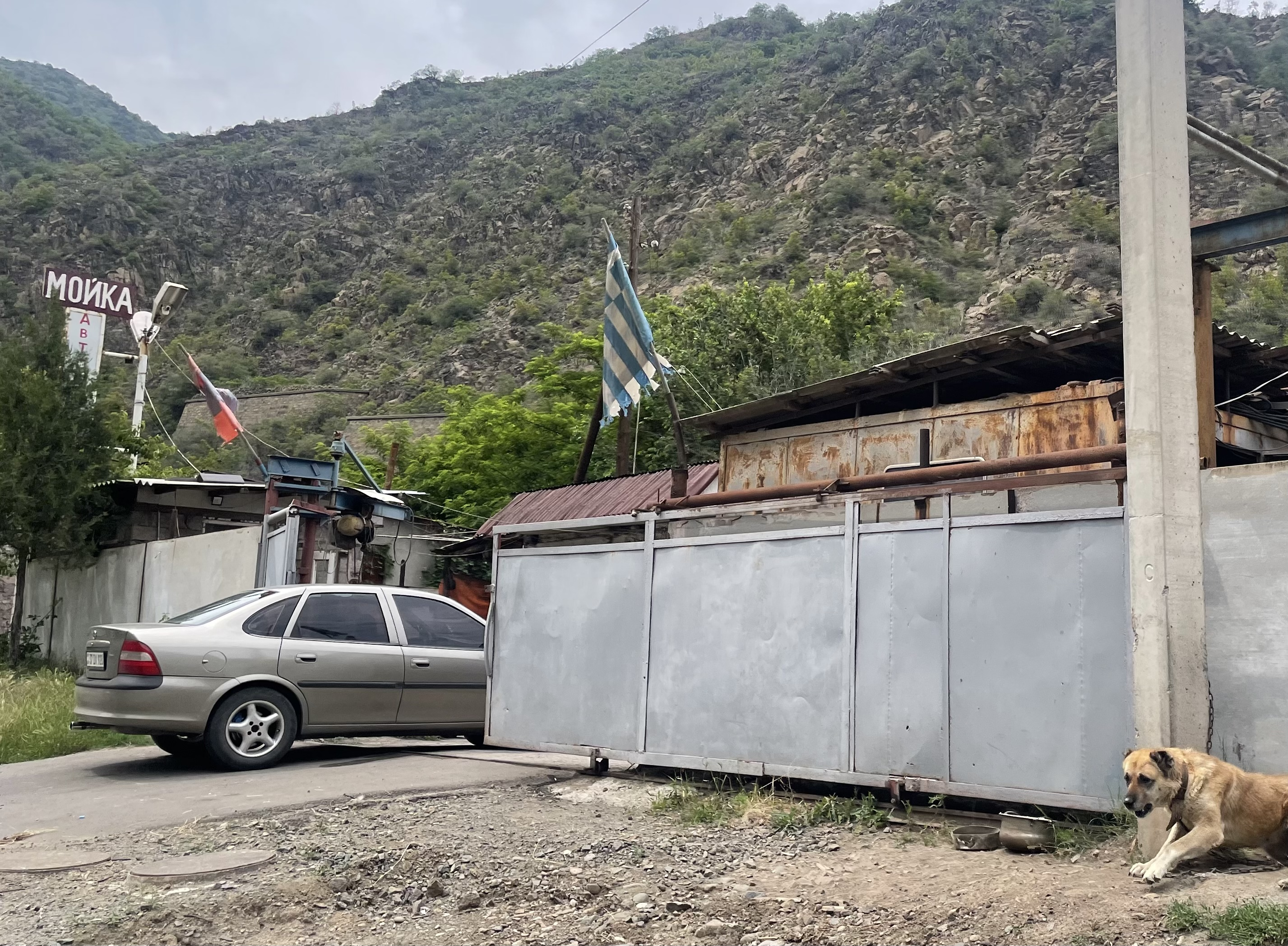
Drapeau de la Grèce sur un service de voiture local appartenant à des Grecs dans la province de Lorri

Les Grecs de la province du Shirak sont apparus dans les années 1830 principalement dans la ville de Gyumri (Alexandropol), ainsi que dans les villages de Bayandur, Hovtun, Kaps.
Plusieurs villages avec une forte proportion de Grecs se trouvent dans les zones situées le long de la frontière nord de l'Arménie avec la Géorgie, dans la partie nord du marz (province) de Lorri. Les plus grandes communautés se trouvent à Alaverdi et Erevan, suivies par Vanadzor, Gyumri, Stepanavan, Hankavan et Noyemberyan. Les Grecs de souche en Arménie étaient au nombre d'environ 1 800 à plus de 4 000. Leur nombre a été considérablement réduit depuis la fin de l'Union soviétique en raison de l'émigration pour des raisons économiques vers d'autres anciennes républiques soviétiques et vers la Grèce. Les Grecs et les Arméniens vivent également ensemble dans des communautés mixtes au nord de la frontière arménienne en Géorgie – mais là aussi, leur nombre a été considérablement réduit en raison de l'émigration.le village de Yaghdan, dans la province du Lorri, a été décrit comme le dernier village grec d'Arménie.

## Grecs éminent d'Arménie
- Georges Gurdjieff (1877-1949): philosophe et mystique né à Alexandropol (Gyumri)
- Sergueï Markourov (1881-1952): sculpteur soviétique né à Alexandropol (Gyumri)

## Voir également
- Grecs pontiques
- Minorités ethniques en Arménie
- Assyriens en Arménie